# Punxsutawney Phil
Punxsutawney Phil est une marmotte de Punxsutawney, en Pennsylvanie, aux États-Unis, qui, le 2 février, est la figure centrale de la célébration annuelle du jour de la marmotte dans ce borough. 
Pendant la cérémonie, qui commence bien avant le lever du soleil d'hiver, Phil sort de sa maison temporaire de Gobbler's Knob, située dans une zone rurale, à environ 3 km au sud-est de la ville. Selon la tradition, si Phil voit son ombre et retourne dans son trou, il prédit six semaines supplémentaires de temps hivernal. Si Phil ne voit pas son ombre, c'est qu'il prédit un « printemps précoce ». L'événement de Punxsutawney est le plus célèbre des nombreux festivals de la marmotte, organisés aux États-Unis et au Canada. L'événement a officiellement débuté, en 1887, bien que ses racines remontent encore plus loin.
L'événement est basé sur une suspension légère et commune de l'incrédulité. Il est organisé par le Inner Circle (en français : Cercle Intérieur), dont les membres sont reconnaissables à leur chapeau haut-de-forme et à leur smoking, communiquant ostensiblement avec Phil, pour recevoir son pronostic. Cette suspension de l'incrédulité s'étend à l'affirmation que la même marmotte fait des prédictions depuis le XIXe siècle. 
Avant la cérémonie proprement dite, le vice-président du Cercle Intérieur prépare deux parchemins, l'un proclamant six semaines d'hiver supplémentaires et l'autre un printemps précoce. Au lever du jour, le 2 février, Phil Punxsutawney se réveille dans son terrier sur Gobbler's Knob, est guidé au sommet de la souche par ses manipulateurs et explique au président du Cercle Intérieur, dans une langue connue sous le nom de « Groundhogese », s'il a vu son ombre. Le président du Cercle Intérieur, la seule personne capable de comprendre le Groundhogese, grâce à sa possession d'une ancienne canne en bois d'acacia, interprète ensuite le message de Phil et demande au vice-président de lire le parchemin approprié à la foule rassemblée sur Gobbler's Knob et les foules de « phaithphil phollowers » se mettent à l'écoute des émissions en direct dans le monde entier.
Le Cercle Intérieur scénarise à l'avance les cérémonies du jour de la Marmotte. Le Cercle Intérieur décide à l'avance si Phil verra son ombre. L'almanach de Stormfax note les conditions météorologiques de chaque jour de la marmotte, depuis 1999 ; l'almanach enregistre 12 incidents, en 20 ans, au cours desquels le Cercle Intérieur a déclaré que la marmotte avait vu son ombre alors que le ciel était nuageux ou qu'il y avait de la pluie ou de la neige qui tombait, et un cas affirmant que la marmotte n'a pas vu son ombre, malgré le soleil.
Phil et Punxsutawney sont présentés dans le film Un jour sans fin, de 1993. La véritable ville présentée dans le film est Woodstock, dans l'Illinois.

## Règles concernant Punxsutawney Phil
Le vrai nom de Punxsutawney Phil est Punxsutawney Phil, Seer of Seers, Sage of Sages, Prognosticator of Prognosticators and Weather Prophet Extraordinary, en français : Punxsutawney Phil, Voyant des Voyants, Sage des Sages, Pronostiqueur des Pronostiqueurs et Prophète du Temps Extraordinaire. Les pratiques et le savoir-faire des prédictions de Punxsutawney Phil reposent sur une suspension légère de l'incrédulité des personnes impliquées. Selon la tradition, il n'y a qu'un seul Phil, et toutes les autres marmottes sont des usurpatrices. On prétend que cette marmotte vit pour faire des pronostics météorologiques, depuis 1886, soutenue par des boissons de « punch de marmotte » ou « élixir de vie » administrées chaque été. La durée de vie d'une marmotte dans la nature est d'environ cinq à six ans. Selon le club de la marmotte, Phil, après la prédiction, parle au président du club en langage marmotte, que seul le président actuel peut comprendre, et ensuite sa prédiction est traduite pour le monde entier.
La célébration du jour de la marmotte s'enracine dans une tradition celtique et germanique qui veut que si un animal en hibernation jette une ombre le 2 février, fête païenne d'Imbolc (connue des chrétiens sous le nom de Chandeleur, en anglais : Candlemas), l'hiver et le temps froid dureront encore six semaines. Si l'on ne voit pas d'ombre, la légende dit que le printemps arrivera tôt. En Allemagne, la tradition s'est transformée en un mythe selon lequel si le soleil se montrait à la Chandeleur, un hérisson projetterait son ombre, prédisant de la neige jusqu'en mai. Lorsque les migrants allemands s'installent en Pennsylvanie, ils transposent cette tradition à la faune locale, en remplaçant les hérissons par des marmottes. Plusieurs autres villes de la région organisent des événements similaires pour la journée de la marmotte.
Chaque année, deux parchemins sont préparés par le vice-président du Cercle Intérieur : l'un indique le début du printemps et l'autre six semaines supplémentaires d'hiver. Ces parchemins sont placés, pendant la cérémonie, sur la souche et après que Phil ait été réveillé par la foule, il communique en marmotte au président, qui lui indique alors le parchemin et la prévision appropriés.
Phil a reçu son nom pour la première fois en 1961. Il était auparavant appelé Br'er Groundhog ou The Punxsutawney Groundhog. Les origines du nom ne sont pas claires, mais les spéculations suggèrent qu'après avoir été baptisé Phil, en référence au roi Philip, il pourrait avoir été indirectement nommé d'après le prince Philip, duc d'Edimbourg, bien que des rois Philip aient été nombreux.

## Accueil
Avant 1993, le jour de la marmotte de Punxsutawney attirait environ 200 personnes. Le film Un jour sans fin a attiré une attention beaucoup plus importante, avec des foules annuelles de 10 000 à 20 000 personnes.
En 2020, l'organisation People for the Ethical Treatment of Animals s'est opposée à l'événement, affirmant que Phil en est stressé. Ils ont suggéré de remplacer Phil par une intelligence artificielle.
Dans certains cas où les pronostics de Phil se sont révélés incorrects, des organisations ont proféré des menaces légales, en plaisantant, contre la marmotte, de façon un peu ironique. De telles actions amusantes ont été faites par un procureur de l'Ohio,, le bureau du shérif du comté de Monroe, en Pennsylvanie, qui délivre un mandat d'arrêt contre Phil et le département de police de Merrimack, dans le New Hampshire, qui veut placer Phil en détention.

## Médias et culture populaire

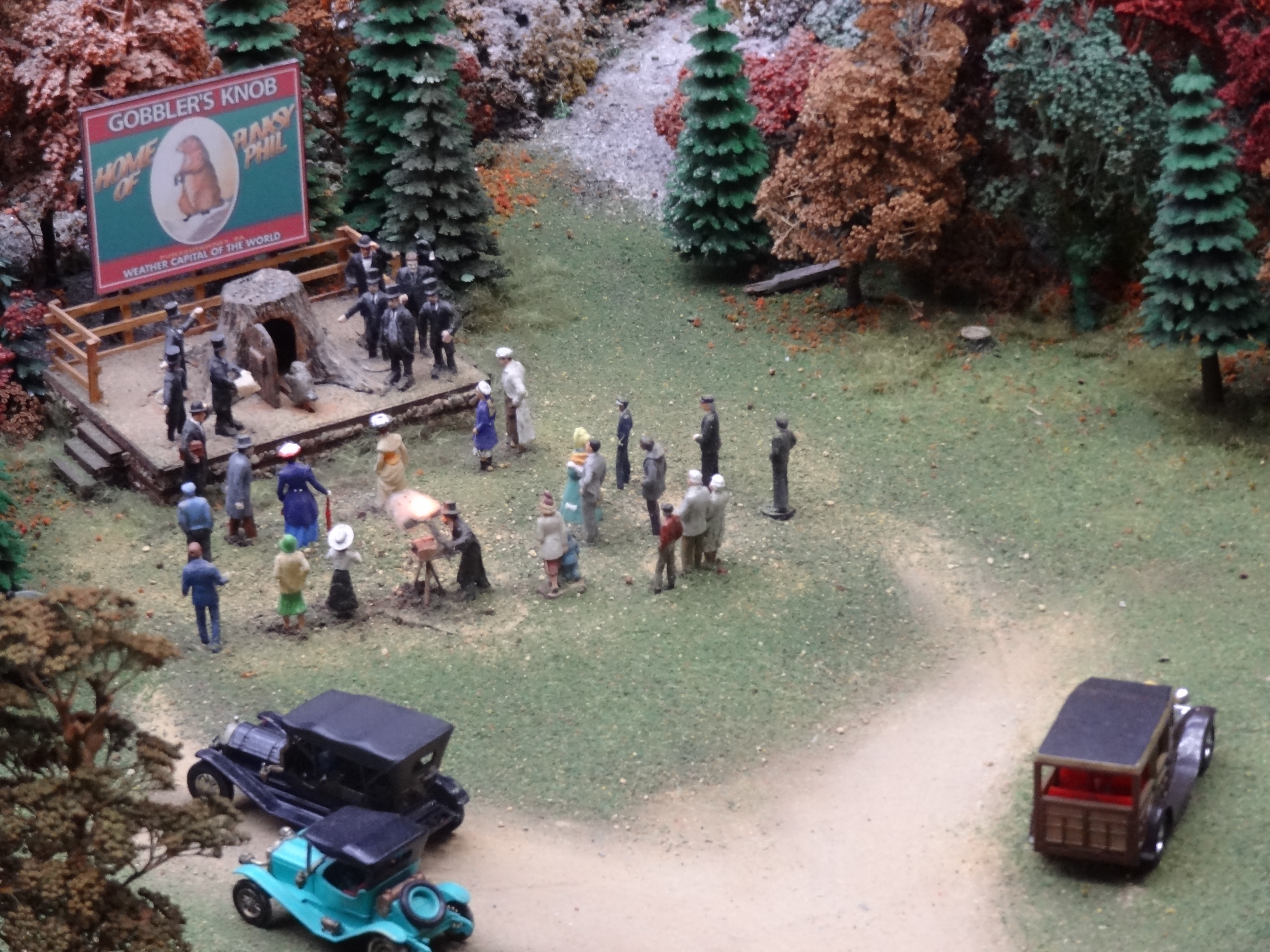
Réplique miniature au musée MRRV, Carnegie Science Center de Pittsburgh.

Phil et le borough de Punxsutawney ont été représentés dans le film Un jour sans fin, de 1993. La ville utilisée, pour représenter Punxsutawney, dans le film, est Woodstock, dans l'Illinois.
Dans Groundhog Day, l'adaptation musicale du film, à Broadway, en 2016, Phil se voit attribuer un rôle plus mythique.
En 1995, Phil s'est envolé pour Chicago, pour une apparition dans le talk-show The Oprah Winfrey Show, qui a été diffusé le 2 février 1995, jour de la marmotte.
En 2001, l'épisode 24, de Stanley intitulé À la recherche du printemps / Sauvez le merle bleu, met en scène Phil Punxsutawney.
Phil est l'attraction principale de Groundhog Day, l'épisode du 10 avril 2005 de la série Viva la Bam, de MTV. Dans cet épisode, le skateboarder professionnel Bam Margera organise une course de descente, en l'honneur de Phil Punxsutawney, dans la station de sports d'hiver Bear Creek Mountain Resort (en), en Pennsylvanie.
La mascotte de la loterie de Pennsylvanie, est nommée Gus, désignée dans les publicités comme « la deuxième marmotte la plus célèbre de Pennsylvanie », en référence à Phil.

## Prédictions passées
|      |      |      |      |      |      |      | 1887 | 1888 | 1889 |
| 1890 | 1891 | 1892 | 1893 | 1894 | 1895 | 1896 | 1897 | 1898 | 1899 |
| 1900 | 1901 | 1902 | 1903 | 1904 | 1905 | 1906 | 1907 | 1908 | 1909 |
| 1910 | 1911 | 1912 | 1913 | 1914 | 1915 | 1916 | 1917 | 1918 | 1919 |
| 1920 | 1921 | 1922 | 1923 | 1924 | 1925 | 1926 | 1927 | 1928 | 1929 |
| 1930 | 1931 | 1932 | 1933 | 1934 | 1935 | 1936 | 1937 | 1938 | 1939 |
| 1940 | 1941 | 1942 | 1943 | 1944 | 1945 | 1946 | 1947 | 1948 | 1949 |
| 1950 | 1951 | 1952 | 1953 | 1954 | 1955 | 1956 | 1957 | 1958 | 1959 |
| 1960 | 1961 | 1962 | 1963 | 1964 | 1965 | 1966 | 1967 | 1968 | 1969 |
| 1970 | 1971 | 1972 | 1973 | 1974 | 1975 | 1976 | 1977 | 1978 | 1979 |
| 1980 | 1981 | 1982 | 1983 | 1984 | 1985 | 1986 | 1987 | 1988 | 1989 |
| 1990 | 1991 | 1992 | 1993 | 1994 | 1995 | 1996 | 1997 | 1998 | 1999 |
| 2000 | 2001 | 2002 | 2003 | 2004 | 2005 | 2006 | 2007 | 2008 | 2009 |
| 2010 | 2011 | 2012 | 2013 | 2014 | 2015 | 2016 | 2017 | 2018 | 2019 |
| 2020 | 2021 | 2022 | 2023 | 2024 |      |      |      |      |      |

- Hiver long  (105)
- Printemps précoce  (20)
- Les nuages de guerre ont occulté certaines parties de l'ombre (1)
- Pas d'apparition (1)
- Pas d'enregistrement (9)

## Précision des prévisions
Le Cercle Intérieur, conformément à la suspension de l'incrédulité, revendique un taux de précision de 100%, et un taux de précision d'environ 80% dans les prédictions enregistrées (revendiquant à son tour que lorsque la prédiction est fausse, la personne chargée de traduire le message doit avoir fait une erreur dans son interprétation). Des estimations impartiales situent la précision de la marmotte entre 35 et 40 %.

### Source de la traduction
- (en) Cet article est partiellement ou en totalité issu de l’article de Wikipédia en anglais intitulé « Punxsutawney Phil » (voir la liste des auteurs).